# 旭化成
旭化成, (英語：Asahi Kasei Corporation)是一家日本跨国化学工业公司。主要产品是化学品和材料科学，此外还经营纺织品，房屋，建材，电子，制药和医疗等业务。它是东证股价指数和日经平均指数成分股之一。

## 历史
1931年5月21日成立于东京都，期初只生产氨、硝酸。1949年在东京、大阪及名古屋各证券交易所的市场第一部挂牌上市。1972年成立旭化成住宅株式会社，1974年成立旭化成医疗株式会社，1976年成立旭化成建材株式会社成立，1980年成立旭化成电子株式会社，1983年成立旭化成Microsystem株式会社。截止2019年在日本，中国，新加坡，泰国，美国和德国设有办事处和工厂。

## 醜聞

### 員工種族歧視
在2019冠狀病毒病疫情所引起的歧視浪潮之下，2020年2月20日晚間，京都府警東山警察署在京都府京都市東山区拘捕1名58歲日本男子，懷疑他在下弁天町路邊禁止貼廣告的電桿上張貼寫有「感染的中國人不要來」的紙張，違反京都市屋外廣告物條例，此前男子曾報警指現場有中國人要踢他。男子供稱COVID-19在中國蔓延，實在不想感染了肺炎的中國人來日本。供職公司指紙張內容不代表公司立場，並向感到不快者致歉，正考慮處分員工。